# Salix lindleyana
Salix lindleyana — вид квіткових рослин із родини вербових (Salicaceae).

## Морфологічна характеристика
Це невеликий розпростертий кущ, є укорінення у вузлах/міжвузлях. Гілки голі чи запушені. Листки 0.5–2.1 см, видовжено-ланцетні, зубчасті чи пилчасті, зазвичай голі; листкова ніжка до 2.5 мм. Квітки з'являються після листя. Чоловіча сережка малоквіткова, 7.5–12.7 мм завдовжки; жіноча сережка подібна. Коробочка 5–6 мм завдовжки, яйцеподібна, гола.

## Середовище проживання
Південно-центральний Китай, Індійські Гімалаї, Непал, Пакистан, Тибет. Населяє вологі скельні ущелини.